# Tomosvaryella oligoseta
Tomosvaryella oligoseta är en tvåvingeart som beskrevs av De Meyer 1993. Tomosvaryella oligoseta ingår i släktet Tomosvaryella och familjen ögonflugor.
Artens utbredningsområde är Botswana. Inga underarter finns listade i Catalogue of Life.